# María Ana Fitzherbert

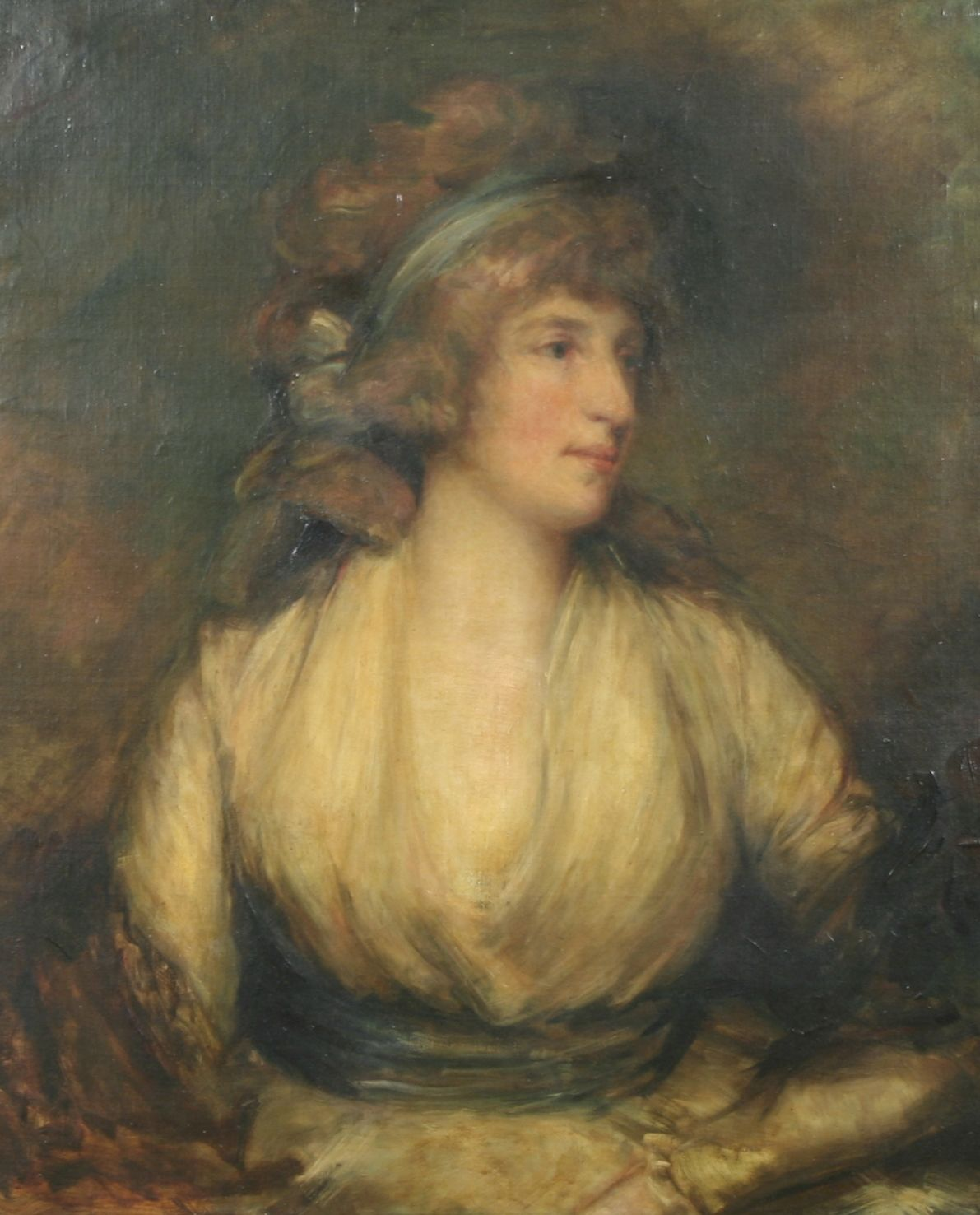
María Ana Fitzherbert, retrato atribuido a George Romney.

María Ana Fitzherbert (cuyo nombre de soltera fue María Ana Smythe) nació en Bambridge, Hampshire, el 26 de julio de 1756, siendo la hija mayor de Walter Smythe y de María Ana Errington.
Fue educada en París, y contrajo su primer matrimonio, en junio de 1776, con Eduardo Weld, del castillo de Lulworth, quien era dieciséis años mayor que ella. La unión duraría pocos meses, quedando María Ana viuda en aquel mismo año.
En 1778 se casó en segundas nupcias con Tomás Fitzherbert, de Swynnerton, diez años mayor que ella. De este matrimonio nació un hijo, fallecido en la infancia. Este enlace duraría tres años, hasta la muerte del señor Fitzherbert el 7 de mayo de 1781. María Ana heredó entonces una residencia en Mayfair y una pensión anual de £1,000. 
La joven viuda pronto ingresó en la alta sociedad londinense. En la primavera de 1784 conoció al joven príncipe de Gales, el futuro rey Jorge IV del Reino Unido. Se convirtió en la más famosa de las amantes del príncipe, llegando a casarse con él en secreto en Londres, el 15 de diciembre de 1785.
El matrimonio era nulo de acuerdo al Acta de Matrimonios Reales de 1772, la cual estipulaba que todos los miembros de la familia real podían casarse únicamente con el consentimiento del rey o de su Consejo Privado. Se había solicitado el permiso, el cual no fue otorgado, debido a que la señora Fitzherbert era católica. 
Ellos continuaron viéndose aun cuando el príncipe se casó, bajo presión de sus padres, con su prima, Carolina de Brünswick-Wolfenbüttel, en 1795, y Jorge volvió a vivir con María alrededor del año 1800; sin embargo, las relaciones entre ellos quedaron definitivamente rotas en el año 1811.
Después de la muerte del ya entonces rey Jorge IV, el 26 de junio de 1830, se descubrió que el finado monarca había conservado todas sus cartas, tomándose entonces las providencias necesarias para destruirlas. 
El nuevo rey, Guillermo IV, le ofreció el título de duquesa real, pero ella declinó la proposición.
Murió en Londres, el 27 de marzo de 1837, a los 80 años de edad, siendo sepultada en Kemp Town, Brighton.